# Comuna Lubeanka, Sînelnîkove
Lubeanka (în ucraineană Луб`янка) este o comună în raionul Sînelnîkove, regiunea Dnipropetrovsk, Ucraina, formată din satele Bereznuvatka, Iasne, Kalînivske, Lubeanka (reședința), Sadove, Țîhanivka și Tokove.

## Demografie
Componența lingvistică a satului Lubeanka
     Ucraineană (94,7%)
     Rusă (3,18%)
     Belarusă (1,06%)
     Alte limbi (0,24%)
Conform recensământului din 2001, majoritatea populației satului Lubeanka era vorbitoare de ucraineană (94,7%), existând în minoritate și vorbitori de rusă (3,18%) și belarusă (1,06%).